# (679) Pax
(679) Pax ist ein Asteroid des Hauptgürtels, der am 28. Januar 1909 vom deutschen Astronomen August Kopff in Heidelberg entdeckt wurde.
Benannt wurde der Asteroid nach der römischen Göttin Pax (lat.: Frieden).